# Melbourne Outdoor 1985
Il Melbourne Outdoor 1985 è stato un torneo di tennis giocato sull'erba. È stata la 3ª edizione del Melbourne Outdoor, che fa parte del Nabisco Grand Prix 1985. Si è giocato a Melbourne in Australia dal 23 al 29 dicembre 1985.

## Campioni

### Singolare maschile
Jonathan Canter ha battuto in finale  Peter Doohan con il punteggio di 5–7, 6–3, 6–4

### Doppio maschile
Darren Cahill /  Peter Carter hanno battuto in finale  Brett Dickinson /  Roberto Saad con il punteggio di 7–6, 6–1